# Красний двір
Кра́сний двір — історична місцевість Києва, заміська резиденція Всеволода Ярославича та інших київських князів на мисі Чайка, що на Звіринці. Розташований на території сучасного Національного ботанічного саду імені Миколи Гришка.

## Трипільська та інші археологічні культури
1971 року на території пам'ятки проведені археологічні розкопки, в ході яких на нижньому майданчику мису Чайка виявили матеріали різних археологічних культур. На незначній глибині були поховані уламки кераміки, крем'яний шкребок, глиняні грузила та інші матеріали трипільської культури (III тисячоліття до н. е.).
У похованні II сторіччя до н. е. (підгірцівської культури ранньої залізної доби) знайшли карбовані бляшки.
Значна частина знахідок належить до періоду від давньоруських часів (XI—XIII сторіч) до ранньомодерної доби (XVII сторіччя). Фрагменти кераміки на мисі датовані XIII—XIV сторіччями. Серед інших знахідок — глиняний посуд і металеві вироби.
Знайдені під час розкопок матеріали зберігаються в Музеї історії Києва та Інституті археології НАН України.

## Княжий двір

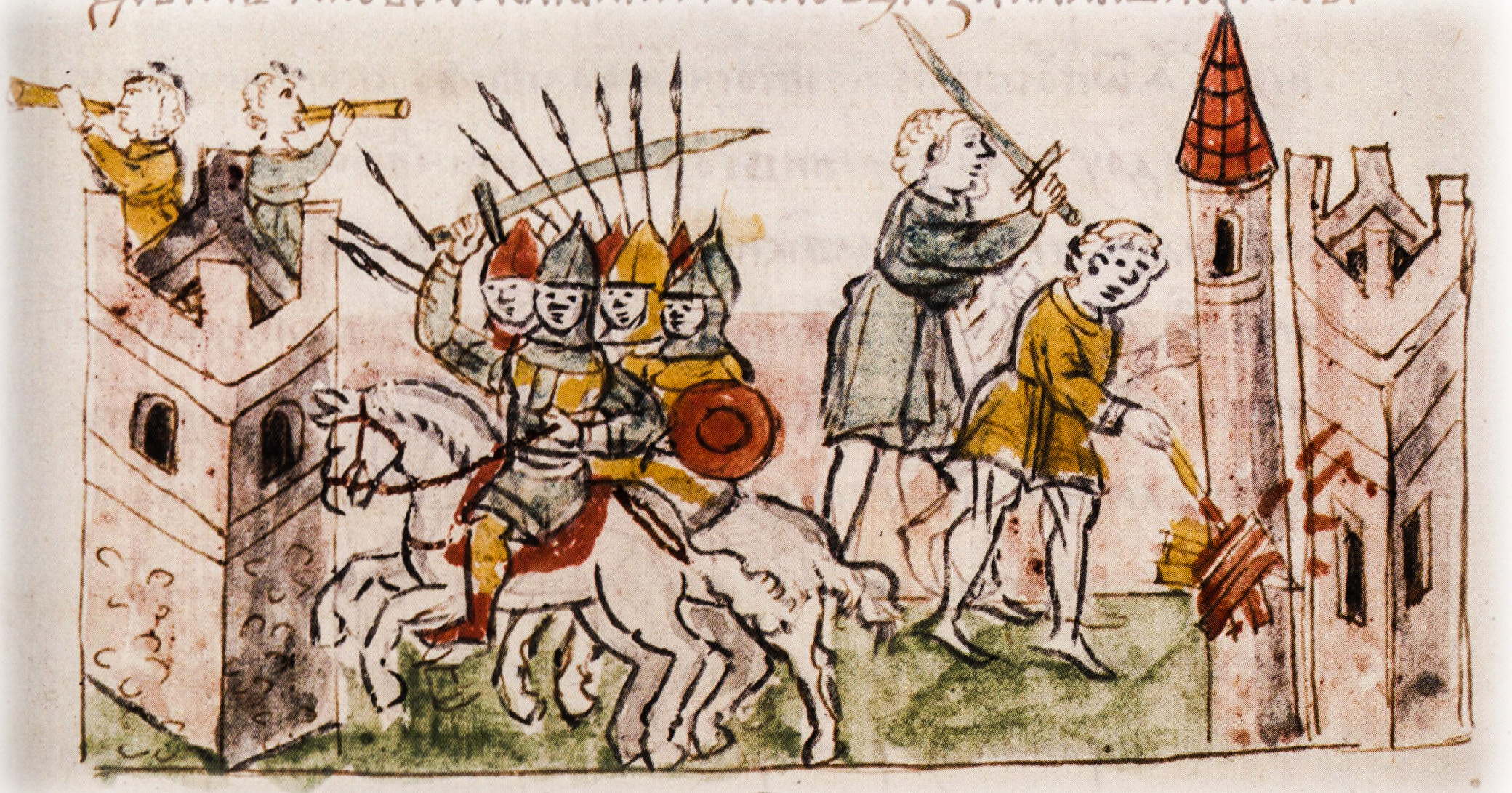
Напад Боняка на Київ у 1096 році, праворуч — половці палять Красний двір (Радзивіллівський літопис)

Мис Чайка підноситься на висоту близько 70 метрів над Дніпром між Видубицькою і Наводницькою долинами. Плато має панівне положення над місцевістю. З південного боку розташовувався Видубицький монастир, зі східного — Наводницька гавань.
За припущенням археолога Івана Мовчана, в XI сторіччі на верхньому плато князь Всеволод Ярославич збудував для себе заміську резиденцію Красний двір. Про цей князівський палац згадує літопис:
| «Двір Красний… поставив благовірний князь Всеволод на пагорбі, який є над Видобичем»[6]. |
Плато, площею 150 на 70 метрів, з'єднується з основним мисом вузьким перешийком. Він був перекритий оборонним ровом. Уздовж північного і західного краю плато збереглися рештки земляного валу, які зрівняли під час розпланування ботанічного саду.
1096 року половецький хан Боняк напав на Київ і спалив Красний двір.
Палац відновили. Відомо, що в ньому мешкав князь Юрій Долгорукий, який у 1149—1151 і 1155—1157 роках сидів на київському престолі. Після його отруєння повсталі кияни у травні 1157 року ліквідували поставлену ним владу суздальців і знищили княже майно. Зокрема, за словами літопису, «розграбували двір його Красний».
Після XII сторіччя двір у писемних джерелах не згадується. Водночас археологи на мисі виявили сліди людської діяльності пізніших часів. У цілому тут знайшли фрагмент мурованої споруди, збудованої в техніці змішаної кладки, плінфу, сліди фресок тощо. Збереглися також рештки гончарної печі XVII сторіччя.

## Відтворення Красного двору

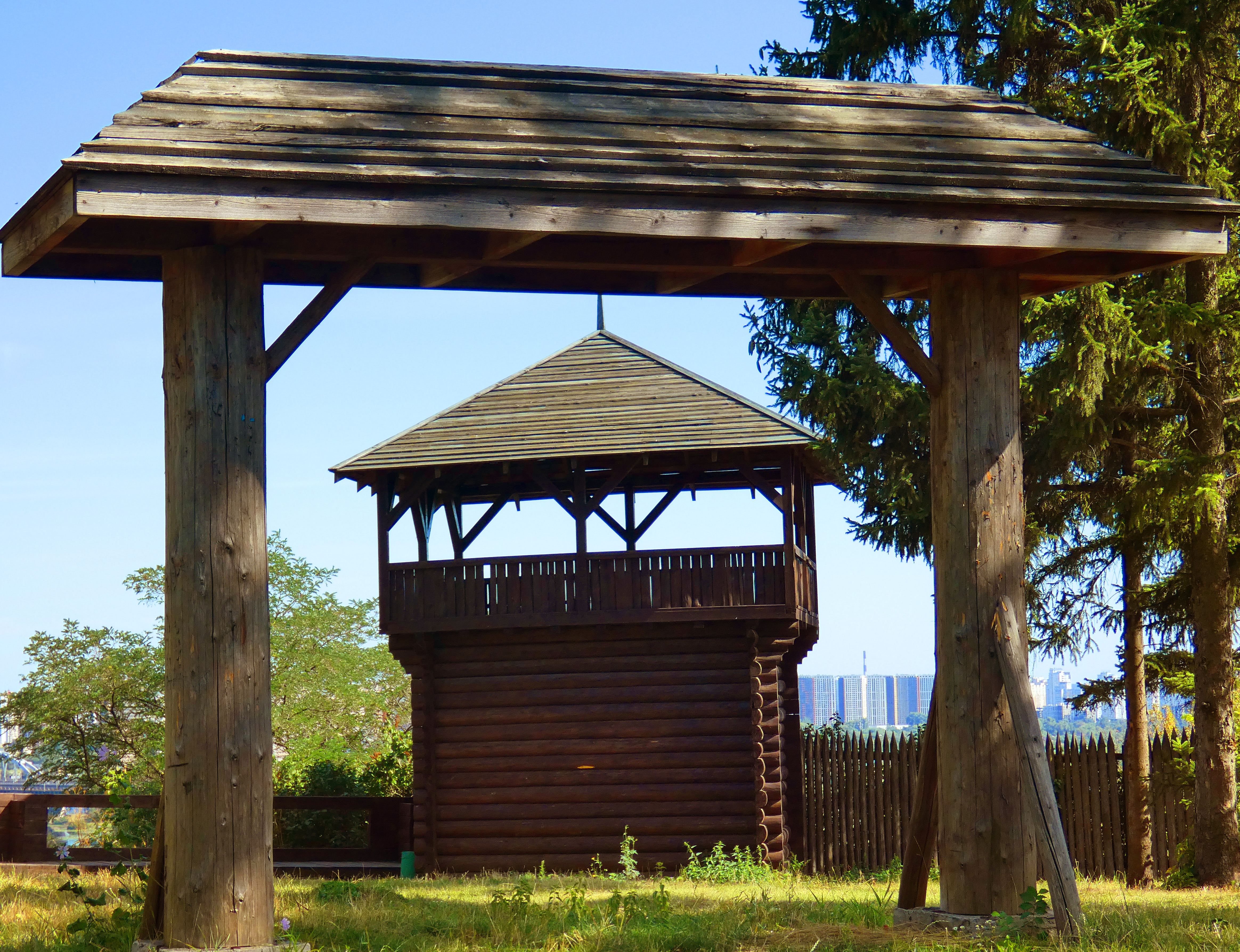
Відтворений комплекс «Красний двір»

2010 року громадські активісти й керівництво Національного ботанічного саду висловили бажання облаштувати на території Красного двору оглядовий майданчик й оформити його в стилі давньоруської фортифікаційної архітектури.
4 листопада 2010 року відбулося відкриття. На пожертвування благодійників створили комплекс із двоповерхової оглядової вежі, дерев'яного частоколу і стилізованої брами.

## Пам'ятка археології
16 липня 1979 року за рішенням виконкому Київської міської Ради народних депутатів № 920 зону городища віднесли до території археологічного заповідника, який об'єднав Видубицький монастир і Звіринецькі печери.
17 листопада 1987 року об'єкт взяли під охорону згідно з рішенням виконкому Київської міської Ради народних депутатів № 1112. Постановами Кабінету Міністрів України № 1761 від 27 грудня 2001 року «Про занесення пам'яток історії, монументального мистецтва та археології національного значення до Державного реєстру нерухомих пам'яток України» і № 928 від 3 вересня 2009 року «Про занесення об'єктів культурної спадщини національного значення до Державного реєстру нерухомих пам'яток України» культурний шар городища внесений до переліку
пам'яток археології національного значення.